# 艾斯貝格角
75°12′S 110°27′W / 75.200°S 110.450°W
艾斯貝格角（英語：Eisberg Head）是南極洲的海岬，位於瑪麗伯德地，處於瓦內冰川終點以西，根據美國地質調查局的測量和美國海軍的空中照片被繪入地圖，現時由南極條約體系管理。